# فرنسيسكو رودريغيز (لاعب كرة قدم)
فرنسيسكو رودريغيز (بالإسبانية: Francisco Rodríguez Gaitán)‏ (22 مايو 1995 في إسبانيا - ) هو لاعب كرة قدم إسباني في مركز الدفاع. لعب مع ريال مدريد ونادي ألميريا.

## وصلات خارجية
- فرنسيسكو رودريغيز على موقع قاعدة بيانات كرة القدم.إي يو (الإنجليزية)
- فرنسيسكو رودريغيز على موقع Soccerway.com (الإنجليزية)